# Natalie Pluskota
Natalie Ann Pluskota (nascida em 2 de novembro de 1989) é uma jogadora norte-americana de tênis, detentora de quatro títulos de duplas, conquistadas na carreira em torneios da Federação Internacional de Tênis (FIT).
No dia 8 de julho de 2013, alcançou seu melhor ranking mundial de simples ao ocupar o número 478 e alcançou a 157.ª posição no ranking mundial de duplas em 16 de setembro de 2013.